# Hanna Bedryńska
Hanna Bedryńska-Borowicz (Łódź, 16 februari 1924 - Warschau, 18 augustus 2009) was een Pools actrice.
Bedryńska studeerde af in 1949 en werd actrice in het theater van Poznań. Nadien speelde zij van 1951 tot 1963 en van 1964 tot 1991 in het "Nieuw Theater" van Łódź. Daarnaast trad zij ook op in vele films. Zij kreeg voor haar werk diverse onderscheidingen, zoals de Orde Polonia Restituta.

## Filmografie (selectie)
- 1957: Skarb kapitana Martensa als secretaresse in "Dalmorze"
- 1965: Kapitan Sowa na tropie als Inkasentka Malczykowa
- 1970: Doktor Ewa als dokter Wachowska
- 1974: Ile jest życia als moeder Anna
- 1975: Niespotykanie spokojny człowiek als rechter
- 1975: Czerwone i białe als tante
- 1977: Pokój z widokiem na morze als klerk
- 1980: Polonia Restituta als vrouw van de dokter
- 1981: Jan Serce als hoofd van het sanatorium
- 1985: Wakacje w Amsterdamie als moeder Johanna
- 1987: Komediantka als receptioniste in het hotel "Chambres garnies"
- 1987: Między ustami a brzegiem pucharu als Dora von Eschenbach
- 1988: Nowy Jork, czwarta rano als Szatniarka
- 1990: Dziewczyna z Mazur als Ludwisia, tante Marty

- Virtual International Authority File: 8542148753711141320000